# Pendón de la ciudad de Sevilla
El pendón de la ciudad de Sevilla es una bandera histórica de España, concedida a la ciudad de Sevilla y que ha venido siendo usada hasta su sustitución por la actual en 1995.

## Historia

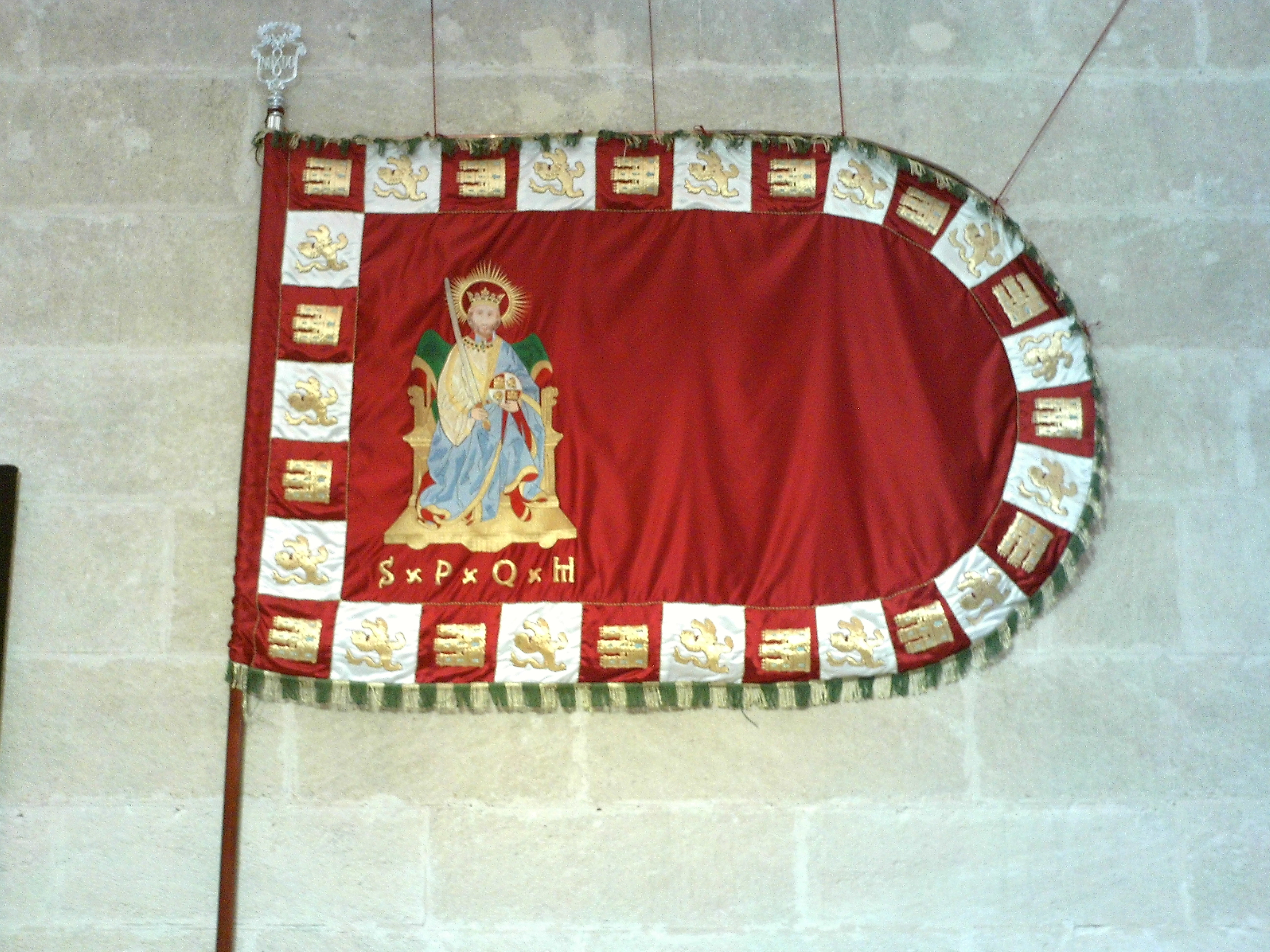
Pendón de la ciudad de Sevilla en una exposición en la casa consistorial.

No sabemos a ciencia cierta desde cuándo la ciudad se representó a sí misma con el pendón carmesí con la imagen de San Fernando, aunque tradicionalmente se ha considerado que fue Alfonso X el Sabio el que concedió su uso al concejo sevillano. Sin embargo la pieza histórica que se conserva en las casas consistoriales es de fines del siglo XV.
Según los anales de Diego Ortiz de Zúñiga, el pendón de Sevilla salió a la ciudad de Badajoz en 1287, y participó en la toma de Tarifa con el rey Sancho IV en 1292. En 1309 participó en el sitio de Algeciras con Fernando IV de Castilla; posteriormente estuvo en la batalla del Salado en 1340, en la conquista de Algeciras en 1344, y en el asedio de Gibraltar en 1350. El encargado de portar el pendón era el alguacil mayor de la ciudad, como caudillo de las milicias concejiles, y también lo custodiaba en tiempos de paz, al igual que las llaves de la ciudad.
En 1361 concede el rey Pedro I al concejo que las órdenes militares residentes en la ciudad sirvieran con cierto número de jinetes en la guarda del pendón siempre que saliera a campaña. En 1407 el infante don Fernando lo pide para la toma de Zahara y tres años más tarde para la de Antequera.
En 1482 lo llevan los Reyes Católicos a la reconquista de Alhama; en 1485 para la reconquista de Ronda, y después a las de Loja, Málaga, Almería y Guadix. Finalmente, en 1492, estuvo en la Toma de Granada.
Durante el siglo XVI participaba en el ceremonial de alzar pendones, con motivo de la proclamación de los reyes. Era tremolado por el Alguacil Mayor en tres estrados que se instalaban en la plaza de San Francisco, en el patio de Banderas  en la puerta mayor de la catedral.
En 1520 pasa de ser custodiado en la capilla Real de la Catedral de Sevilla a la casa del alguacil mayor. En 1558 el rey Felipe II de España creó el oficio de alférez mayor de Sevilla, con parte de las competencias que hasta entonces habían tenido los alguaciles, y entre ellas el privilegio de custodiar el pendón, que pasó de la casa del alguacil a la del alférez.
En 1835, al derogarse el antiguo régimen municipal, quedó en la casa del último alférez mayor, Lope de Olloqui, a quien lo pide el ayuntamiento en 1843 con motivo de la mayoría de edad de Isabel II, para ser tremolado en los tres lugares tradicionales. Terminado el ceremonial es devuelto a la familia, que lo custodia hasta 1874 en que pasa definitivamente al ayuntamiento.
En 1885 asiste a las exequias de Alfonso XII de España, y para la Exposición Iberoamericana de 1929 se decide a instancias de José Gestoso hacer una réplica al modo que había hecho Valencia con su Señera. Esta réplica es la que participará en los actos de la exposición y en todas las ceremonias municipales a partir de entonces.
En 1944 recibe la Corbata de Alfonso X el Sabio.

## La pieza original
El histórico pendón se conserva en la Casa Consistorial, expuesto en su archivo en una vitrina de madera y cristal diseñada por José Gestoso. Está realizado sobre tafetán carmesí con bordados en hilos de sedas de colores, oro y plata que representan la figura sedente de Fernando III de Castilla sobre las siglas S.P.Q.H. El paño lleva orla de castillos y leones alternos, y termina en forma redondeada.
Se puede fechar en los años finales del siglo XV y, debido a su continuo uso, ha sido restaurado en numerosas ocasiones. La más importante fue la dirigida por Gestoso a finales del siglo XIX, cuando se le dio la forma actual y se le añadió la orla de castillos y leones procedente de una colgadura.
De nuevo en 1925 se repasaron los bordados por Ana Pérez Bernal. En 1929 se hizo la réplica que se sigue usando en la actualidad, para evitar el deterioro del original.

## Uso
Este pendón ha sido considerado históricamente la bandera de la ciudad de Sevilla. Sin embargo ni su uso ni su forma estaban regulados oficialmente y, aunque era ondeado en edificios municipales y en otros oficiales como la Universidad de Sevilla, lo difícil de su reproducción impedía su popularización como enseña.
En 1995 el Rey Juan Carlos I concede a la ciudad la nueva Bandera de Sevilla, que es entregada en un acto oficial al alcalde Alejandro Rojas-Marcos. Ello no impide que el pendón tradicional siga ondeando en la fachada del ayuntamiento y en los Reales Alcázares de Sevilla durante varios años más.
En la actualidad el histórico modelo ha quedado exclusivamente para uso ceremonial por parte del ayuntamiento: tomas de posesión de la alcaldía, entregas de medallas de la ciudad, recepción de jefes de Estado y asistencia con la corporación municipal a la procesión del Santo Entierro, portado por el más joven de los concejales.
Por su parte, la Cofradía de la Hiniesta lleva uno en su procesión de Semana Santa, debido al patronazgo de la Virgen de la Hiniesta sobre la Corporación Municipal.